# JJCC (grupo musical)
JJCC (pronunciado Double-JC; hangul: 더블제이씨) es una banda musical de género hip-hop juvenil surcoreano, creada por el artista marcial, actor y productor chino Jackie Chan. El grupo se dio a conocer por primera vez el 14 de marzo de 2014 a través de un evento musical llamado M Countdown. La banda está integrada actualmente por E.co, Eddy, SimBa, San-Cheong y Prince Mak. Lanzaron su primer sencillo titulado "At First", el 24 de marzo de 2014.

## Etimología
El nombre de la banda está compuesta por el nombre de su creador y el objetivo de sus integrantes. Las primeras letras "JC", proviene de las primeras de las palabras de Jackie Chan y mientras que en el segundo "JC" proviene de las primeras palabras respecto a la unión de ambas culturas. Cuando se combinan juntos, literalmente significa "Culturas Jackie Chan conjuntas" (JJCC) traducidas a "Jackie Chan, difusión de género K-Pop". De la misma manera, la pronunciación del nombre del grupo (Doble-JC) significa "Doble alegría y creatividad" o "Vamos a crear la doble alegría". El nombre de la banda es un homenaje al mismo Jackie Chan, así como su esfuerzo por "unir ambas culturas" del continente asiático.

## Historia
Jackie Chan es un fan de la música K-Pop. Después de ver su gran potencial y desarrollo del K-pop, empezó a formar un grupo juvenil de género K-pop y que los gestiona personalmente. El objetivo de JJCC para el mundo, es conquistar la cultura asiática que une a través de su música diferente. En preparación para esto, los integrantes de JJCC recibieron con capacitación individual en su personalidad y acrobacias, así como la mejora de sus voces, el baile, rap, escribir canciones y habilidades durante la actuación. Sus habilidades de baile incluyen el b-boying y ballet. También son capaces de hablar en tres idiomas como en inglés, chino y coreano. 
Junto con Chan, veterano del género K-Pop, contó con el apoyo del productor y compositor Choi Jun-Young, mientras que Sha-Sha Lee es el director general del establecimiento de Jackie Chan en Corea del Sur recién formado.

## Integrantes
| Nombre     | Hangul    | Nombre Real      | Hangul         |
| ---------- | --------- | ---------------- | -------------- |
| E.co       | 이코      | Ha Joonyoung     | 하준영         |
| Prince Mak | 프린스 맥 | Henry Prince Mak | 헨리 프린스 맥 |
| Eddy       | 에디      | Oh Jongseok      | 오종석         |
| Simba      | 심바      | Kim Youngjin     | 김영진         |
| SanCheong  | 산청      | Choi Hadon       | 최하돈         |

## Discografía

### Extended plays
| Título              | Detalles del álbum                                                                               | Peak chart positions | Ventas |
| Título              | Detalles del álbum                                                                               | KOR                  | Ventas |
| ------------------- | ------------------------------------------------------------------------------------------------ | -------------------- | ------ |
| JJCC 1st Mini Album | - Released: 21 de agosto de 2014 - Label: Jackie Chan Group Korea - Format: CD, digital download | 13                   |        |

### Singles
| Title                                                                        | Año  | Posiciones en los chart | Álbum                     |
| Title                                                                        | Año  | KOR                     | Álbum                     |
| ---------------------------------------------------------------------------- | ---- | ----------------------- | ------------------------- |
| At First (첨엔 다 그래)                                                      | 2014 | —                       | At First (digital single) |
| One Way (빙빙빙)                                                             | 2014 | —                       | JJCC 1st Mini Album       |
| "—" denotes releases that did not chart or were not released in that region. |      |                         |                           |

## Filmografía

### Espectáculos de variedades
| Año  | Título                                         | Canal      | Integrantes | Integrantes | Integrantes | Integrantes | Integrantes |
| Año  | Título                                         | Canal      | SimBa       | E.co        | EDDY        | San-Cheong  | Prince Mak  |
| ---- | ---------------------------------------------- | ---------- | ----------- | ----------- | ----------- | ----------- | ----------- |
| 2012 | Master Chef Korea                              | O'Live     |             |             | x           |             |             |
| 2013 | So You Think You Can Dance IV (舞林争霸第四期) | Dragon TV  |             |             |             |             | x           |
| 2014 | Let's Go Dream Team! Season 2                  | KBS2       | x           |             |             |             |             |
| 2014 | After School Club Ep 107                       | Arirang TV | x           | x           | x           | x           | x           |
| 2014 | After School Club Ep 110                       | Arirang TV |             |             | x           |             | x           |